# Cantone di Abangares
Il cantone di Abangares è un cantone della Costa Rica facente parte della provincia di Guanacaste.
Confina a Est con San Ramón e Puntarenas, a Sud con Puntarenas, a Nord con Tilarán e ad Ovest con Cañas.
L'economia del cantone si basa sulla coltivazione di riso, fagioli e frutta, sull'allevamento del bestiame (bovini e ovini) e sulla produzione di legname.
Il cantone di Abangares è stato istituito nel 1915. Nella zona erano presenti alcune miniere d'oro, e nel 1912 ebbe luogo il primo sciopero nella storia della Costa Rica, promosso dai minatori che protestavano per le precarie condizioni di sicurezza che avevano determinato numerosi incidenti mortali.
Il cantone prende nome dal fiume Abangares che ne attraversa da est ad ovest il territorio.

## Geografia antropica

### Suddivisioni amministrative
Il cantone è suddiviso in 4 distretti:
- Colorado
- Juntas
- San Juan
- Sierra